# Nat Butler
Nat Butler (fl. XX secolo) è stato un giocatore di snooker scozzese.

## Carriera
Ha partecipato due volte al Campionato mondiale di snooker, venendo eliminato al primo turno nella prima storica edizione nel 1927, e raggiungendo le semifinali nel 1930, in cui è stato sconfitto da Tom Dennis per 13-11.

## Risultati
In questa tabella sono riportati i risultati nei tornei di snooker in cui Nat Butler ha partecipato.
| Competizione                 | Edizione           | Risultato          | Vincite | Century breaks | Maximum breaks | Miglior break |
| ---------------------------- | ------------------ | ------------------ | ------- | -------------- | -------------- | ------------- |
| Campionato mondiale          | 1927               | Turno 1            | £0      | 0              | 0              | ?             |
| Campionato mondiale          | 1930               | Semifinali         | £0      | 0              | 0              | ?             |
| Totale (Campionato mondiale) | 2 partecipazioni   | 2 partecipazioni   | £0      | 0              | 0              | ?             |
| Totale carriera              | 2 tornei disputati | 2 tornei disputati | £0      | 0              | 0              | ?             |